# Mistrzostwa Świata we Wspinaczce Sportowej 2016 – łączna mężczyzn
Wspinaczka łączna – jedna z ekstremalnych konkurencji sportowych rozgrywana  przez mężczyzn na 14. Mistrzostwach Świata we Wspinaczce Sportowej w ramach wspinaczki sportowej podczas mistrzostw świata we francuskim w AccorHotels Arena w Paryżu w dniu 18 września 2016. Konkurencję kobiet wygrał Kanadyjczyk Sean McColl zdobywając złoty medal mistrzostw świata, srebrny zdobył Francuz Manuel Cornu, a brązowy Niemiec David Firnenburg.

## Terminarz
Konkurencja rozpoczęła się eliminacjami w dniu 18 września o godzinie 12:00 (czasu miejscowego). Finał rozegrano o godz 15:30. Konkurencja wspinaczki łącznej mężczyzn odbywała się w tym samym dniu co zawody kobiet. 
| Harmonogram przebiegu konkurencji | Harmonogram przebiegu konkurencji | Harmonogram przebiegu konkurencji |
| Data                              | Godzina (UTC+01:00)               | Wydarzenie                        |
| --------------------------------- | --------------------------------- | --------------------------------- |
| 18 września 2016(dts)             | 12:00                             | Eliminacje                        |
| 18 września 2016(dts)             | 15:30                             | Finał                             |

## Medaliści
| Złoto                | Srebro                 | Brąz                      |
| Kanada · Sean McColl | Francja · Manuel Cornu | Niemcy · David Firnenburg |

## Wyniki
W zawodach w ramach dyscypliny; wspinaczka łączna punktacja opiera się na formule sumarycznej, przy czym punkty są przyznawane poprzez obliczenie (dodawanie) trzech końcowych miejsc uzyskanych w każdej konkurencji w ramach dyscypliny. Najpierw uzyskane wyniki są przeliczane na punkty, a następnie ustalana jest kolejność miejsc w danej konkurencji wchodzącej w skład wspinaczki łącznej. Zawody wygrywa ta zawodnik o najmniejszej sumie liczbowej miejsc. Skomplikowany system obliczania wyników od 2018 został zastąpiony systemem iloczynowym. 
Legenda
| B | Bouldering    | P | Prowadzenie | S | Szybkość        |
|   | Faza finałowa |   | Suma miejsc | ⇔ | (B) + (P) + (S) |

| Klasyfikacja końcowa - łącznej wspinaczki sportowej | Klasyfikacja końcowa - łącznej wspinaczki sportowej | Klasyfikacja końcowa - łącznej wspinaczki sportowej | Klasyfikacja końcowa - łącznej wspinaczki sportowej | Klasyfikacja końcowa - łącznej wspinaczki sportowej | Klasyfikacja końcowa - łącznej wspinaczki sportowej | Klasyfikacja końcowa - łącznej wspinaczki sportowej | Klasyfikacja końcowa - łącznej wspinaczki sportowej | Klasyfikacja końcowa - łącznej wspinaczki sportowej | Klasyfikacja końcowa - łącznej wspinaczki sportowej |
| --------------------------------------------------- | --------------------------------------------------- | --------------------------------------------------- | --------------------------------------------------- | --------------------------------------------------- | --------------------------------------------------- | --------------------------------------------------- | --------------------------------------------------- | --------------------------------------------------- | --------------------------------------------------- |
| Miejsce                                             | Zawodnik                                            | Państwo                                             | Suma pkt                                            | Bouldering (B)                                      | Bouldering (B)                                      | Prowadzenie (P)                                     | Prowadzenie (P)                                     | Szybkość (S)                                        | Szybkość (S)                                        |
| Miejsce                                             | Zawodnik                                            | Państwo                                             | Suma pkt                                            | Wynik                                               | pkt                                                 | Wynik                                               | pkt                                                 | Wynik                                               | pkt                                                 |
|                                                     |                                                     |                                                     |                                                     |                                                     |                                                     |                                                     |                                                     |                                                     |                                                     |
| Mężczyźni                                           |                                                     |                                                     |                                                     |                                                     |                                                     |                                                     |                                                     |                                                     |                                                     |
|                                                     |                                                     |                                                     |                                                     |                                                     |                                                     |                                                     |                                                     |                                                     |                                                     |
| 01 !                                                | Sean McColl                                         | Kanada                                              | 7                                                   | 14                                                  | 2                                                   | 6                                                   | 1                                                   | 30                                                  | 4                                                   |
| 02 !                                                | Manuel Cornu                                        | Francja                                             | 10                                                  | 3                                                   | 1                                                   | 51                                                  | 8                                                   | 32                                                  | 1                                                   |
| 03 !                                                | David Firnenburg                                    | Niemcy                                              | 15                                                  | 40                                                  | 6                                                   | 23                                                  | 3                                                   | 44                                                  | 4                                                   |
| 4                                                   | Cho Seung-woon                                      | Korea Południowa                                    | 17                                                  | 71                                                  | 9                                                   | 39                                                  | 5                                                   | 37                                                  | 3                                                   |
| 5                                                   | Hannes Puman                                        | Szwecja                                             | 22                                                  | 85                                                  | 13                                                  | 15                                                  | 2                                                   | 47                                                  | 7                                                   |
| 6                                                   | Pan Yufei                                           | Chiny                                               | 24                                                  | 57                                                  | 7                                                   | 59                                                  | 12                                                  | 42                                                  | 5                                                   |
| 7                                                   | David Barrnas                                       | Wielka Brytania                                     | 25                                                  | 29                                                  | 4                                                   | 45                                                  | 7                                                   | 54                                                  | 14                                                  |
| 8                                                   | Rolands Rugens                                      | Łotwa                                               | 26                                                  | 27                                                  | 3                                                   | 75                                                  | 15                                                  | 48                                                  | 8                                                   |
| 9                                                   | Elan Jonasmcrae                                     | Kanada                                              | 26,5                                                | 77                                                  | 10,5                                                | 41                                                  | 6                                                   | 50                                                  | 10                                                  |
| 10                                                  | Eric Lopez Mateos                                   | Hiszpania                                           | 27                                                  | 35                                                  | 5                                                   | 63                                                  | 13                                                  | 49                                                  | 9                                                   |
| 11                                                  | Stephane Hanssens                                   | Belgia                                              | 29,5                                                | 65                                                  | 8                                                   | 57                                                  | 10,5                                                | 51                                                  | 11                                                  |
| 12                                                  | Artyom Devyateerikov                                | Kazachstan                                          | 30                                                  | 91                                                  | 14                                                  | 67                                                  | 14                                                  | 34                                                  | 2                                                   |
| 13                                                  | Javier Cano Blazquez                                | Hiszpania                                           | 35                                                  | 102                                                 | 15                                                  | 28                                                  | 4                                                   | 52                                                  | 12                                                  |
| 14                                                  | Or Wechsler                                         | Izrael                                              | 32,5                                                | 77                                                  | 10,5                                                | 53                                                  | 9                                                   | 53                                                  | 13                                                  |
| 15                                                  | James Pope                                          | Wielka Brytania                                     | 37,5                                                | 81                                                  | 12                                                  | 57                                                  | 10,5                                                | 55                                                  | 15                                                  |

Źródło: